# Stała Madelunga

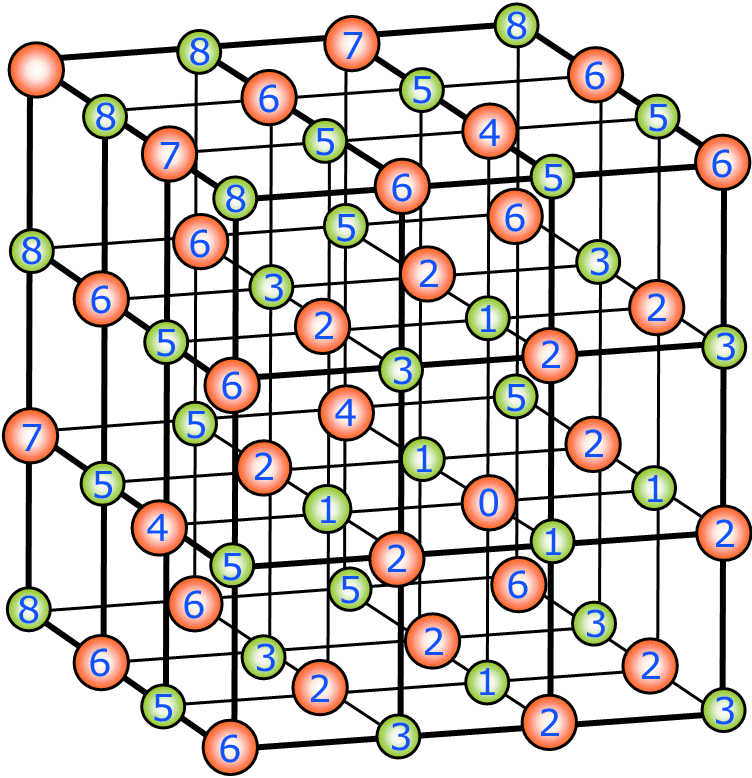
Stała Madelunga obliczona dla jonu NaCl opisana jako 0 w przestrzennej metodzie sfer. Każdy numer obrazuje kolejność sumowania. Szczególną uwagę ma tutaj przypadek, gdzie suma jest rozbieżna, ale są tam także metody sumujące, które dają zbiegające się serie.

Stała Madelunga jest używana do wyznaczania potencjału elektrostatycznego pojedynczych jonów w krysztale, poprzez przybliżanie jonów jako ładunki punktowe. Nazwa pochodzi od nazwiska niemieckiego fizyka Erwina Madelunga.
Ponieważ aniony i kationy w wiązaniach jonowych są wzajemnie przyciągane przez przeciwne ładunki, zerwanie wiązania wymaga określonej ilości energii. Energia ta musi być przekazana do układu w kolejności zerwania wiązań anionowo-kationowych. Jest także wymagana, aby zerwać te wiązania przy wielkości jednego mola w standardowych warunkach.
Stała Madelunga pozwala obliczyć potencjał elektryczny {\displaystyle V_{i}} dla wszystkich jonów siatki dzięki jonowi na pozycji {\displaystyle r_{i}{:}}
{\displaystyle V_{i}={\frac {e}{4\pi \epsilon _{0}}}\sum _{j\neq i}{\frac {z_{j}}{r_{ij}}},}
gdzie {\displaystyle r_{ij}=|r_{i}-r_{j}|} jest odległością między {\displaystyle i}-tym a {\displaystyle j}-tym jonem. Dodatkowo:
{\displaystyle z_{j}} – liczba ładunków {\displaystyle j}-ego jonu
{\displaystyle e=1{,}6022\times 10^{-19}} C
{\displaystyle 4\pi \varepsilon _{0}=1{,}112\times 10^{-10}} C²/(J m).
Jeśli odległość {\displaystyle r_{ij}} jest znormalizowana do odległości najbliższego sąsiada {\displaystyle r_{0},} to potencjał może być zapisany jako:
{\displaystyle V_{i}={\frac {e}{4\pi \epsilon _{0}r_{0}}}\sum _{j}{\frac {z_{j}r_{0}}{r_{ij}}}={\frac {e}{4\pi \epsilon _{0}r_{0}}}M_{i},}
gdzie {\displaystyle M_{i}} jest (bezwymiarową) stałą Madelunga dla {\displaystyle i}-tego jonu
{\displaystyle M_{i}=\sum _{j}{\frac {z_{j}}{r_{ij}/r_{0}}}.}
Energia elektrostatyczna jonu w kierunku {\displaystyle r_{i}} jest iloczynem ładunków i potencjalnego oddziaływania:
{\displaystyle E_{el,i}=z_{i}eV_{i}={\frac {e^{2}}{4\pi \epsilon _{0}r_{0}}}z_{i}M_{i}.}
Wiele stałych Madelunga {\displaystyle M_{i}} znajduje się na sieci krystalicznej jako jony zajmujące poszczególne pozycje. Na przykład dla kryształu chlorku sodu powstają dwie stałe Madelunga – jedna dla sodu i druga dla chloru. Ponieważ jednak, oba jony zajmują miejsca w sieci na tej samej symetrii, oba też mają tę samą wielkość, a różnią się tylko oznaczeniami. Ładunki elektryczne Na+ i Cl−. Jony przyjmują jednorako ładunki pozytywny i negatywny, odpowiednio {\displaystyle z_{Na}=1} i {\displaystyle z_{Cl}=-1.} Najbliższa odległość od sąsiada wynosi połowę stałej sieci krystalicznej {\displaystyle r_{0}=a/2} i stała Madelunga wynosi wtedy:
{\displaystyle M_{\text{Na}}=-M_{\text{Cl}}={\sum _{j,k,\ell =-\infty }^{\infty }}'{\frac {(-1)^{j+k+\ell }}{(j^{2}+k^{2}+\ell ^{2})^{1/2}}}.}

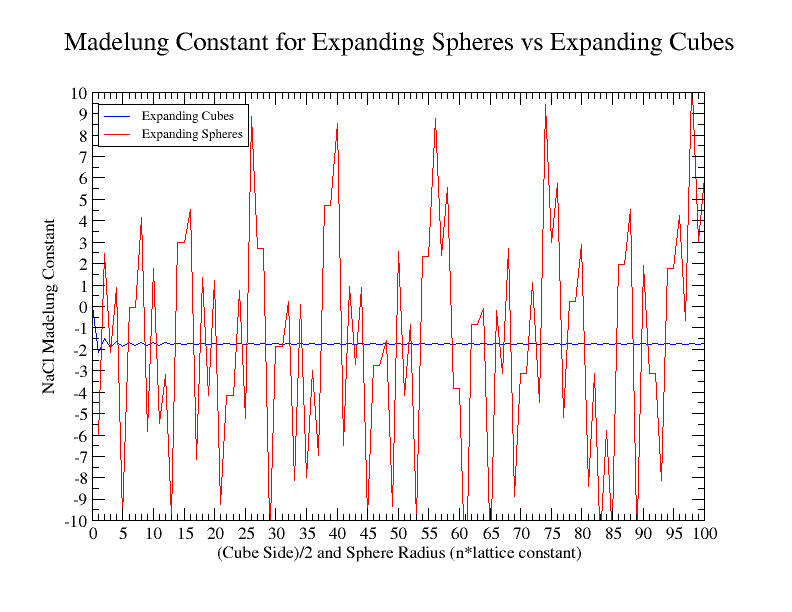
Wykres przedstawia rozbieżność przestrzennej metody sfer dla obliczenia stałej Madelunga NaCl w porównaniu ze zbieżną przestrzenną metodą sześcianów.

Pierwsze stwierdzenie, że {\displaystyle j=k=\ell =0} zostaje wykluczone. Ponieważ suma jest warunkowo zbieżna, to nie jest odpowiednia jako definicja stałej Madelunga, chyba że kolejność sumowania również jest określona. Istnieją dwie „oczywiste” metody sumowania szeregu. Za pomocą przestrzeni sferycznej lub przestrzeni sześciennej. Ta pierwsza, chociaż pozbawiona znaczącej fizycznej interpretacji (nie występuje sfera krystaliczna) jest znacznie bardziej popularna z uwagi na swoją prostotę, przez co częściej można ją odnaleźć w literaturze:
{\displaystyle M=-6+12/{\sqrt {2}}-8/{\sqrt {3}}+6/2-24/{\sqrt {5}}+\ldots =-1{,}74756\dots }
Szereg ten jest rozbieżny, co zostało pokazane przez Emerslebena w 1951 roku. Sumując rosnącą zbieżność reprezentacji sześcianu otrzymamy poprawną wartość. Jednoznaczna definicja matematyczna dana przez Davida Borweina, Jonathana Borweina i Taylora oznacza znaczącą kontynuację analityczną całkowicie zbieżnego szeregu.
W praktyce, szereg jest bardzo wolno zbieżny, więc aby obliczyć stałą Madelunga można stosować różne metody (na przykład: metoda Evjena) lub przekształcenia całkowe, których używa się przy metodzie Ewalda.
| Jon w związku krystalicznym  | {\displaystyle M} (w oparciu o {\displaystyle r_{0}}) | {\displaystyle {\overline {M}}} (w oparciu o {\displaystyle w}) |
| ---------------------------- | ----------------------------------------------------- | --------------------------------------------------------------- |
| Cl− i Na+ w halicie NaCl     | ±1,748                                                | ±3,495                                                          |
| S2− i Zn2+ in sfalerycie ZnS | ±1,638                                                | ±3,783                                                          |
| S− w pirycie FeS2            | …                                                     | 1,957                                                           |
| Fe2+ w pirycie FeS2          | …                                                     | –7,458                                                          |

Przykładowe wyliczenie stałej Madelunga, dla związku NaCl:
Weźmy środkową cząstkę Na+ znajdującą się w pozycji {\displaystyle 0,0,0} oraz cząstkę Cl− znajdującą się na „górnej” ściance, na pozycji {\displaystyle {\frac {1}{2}},{\frac {1}{2}},{\frac {1}{2}}.}
{\displaystyle \alpha =\sum _{j}{\frac {\pm }{p_{ij}}}}
{\displaystyle R_{ij}=p_{ij}R\Rightarrow p_{ij}={\frac {R_{ij}}{R}}}
{\displaystyle \alpha =\sum _{j}\pm {\frac {R}{R_{ij}}}}
{\displaystyle \alpha ={\frac {6}{1}}-{\frac {12}{\sqrt {2}}}+{\frac {8}{\sqrt {3}}}-\ldots }
{\displaystyle \alpha \approx 6-8{,}48+4{,}62-\ldots \approx 2{,}13}
Jak widać, wynik znacznie różni się od tablicowej wartości {\displaystyle (\pm 1{,}748).} Wynika to z faktu, iż obliczenia przeprowadzaliśmy dla pojedynczej komórki, nie zaś dla całej struktury. Jednakowoż, gdybyśmy za „wyjściowe” cząstki wybrali te, ulokowane na innych pozycjach, wynik mógłby wyglądać jeszcze inaczej (np.: {\displaystyle \alpha \approx 1{,}46}). Widzimy więc, że dla poprawnego obliczenia stałej Madelunga, musielibyśmy rozpatrywać nie fragment, a całą strukturę, co poskutkowałoby dokładniejszym wynikiem, ale jednocześnie zabrałoby nam odpowiednio więcej czasu.

## Generalizacja
Dla obliczenia stałej Madelunga, zakłada się, że gęstość ładunku jonów może być zbliżona do ładunku punktowego. Jest to dozwolone, jeśli elektron rozdzielający jon jest symetrycznie sferyczny. W szczególnych przypadkach jednak, kiedy jony znajdują się na sieci pewnej krystalograficznej grupy punktów, włączenie wyższych momentów wielobiegunowych momentów ładunków może być wymagane. Zostało pokazane przez elektrostatykę, że interakcja pomiędzy dwoma punktowymi ładunkami tłumaczy się przez pierwsze określenie ogólnego szeregu Taylora opisującego interakcję pomiędzy dwoma ładunkami o dowolnych kształtach.
Model interakcji elektrostatycznej jonów w ciałach stałych został w ten sposób rozszerzony do koncepcji punktu wieloładunkowego, który zawiera również wyższe momenty wielomagnetyczne jak dipole, kwadrupole itp. Te koncepcje wymagają postawienia wyższych kolejności stałych Madelunga lub tak zwanych stałych sieci krystalicznej. W ich przypadku, zamiast najbliżej sytuowanej odległości {\displaystyle r_{0},} inną standardową długością jest pierwiastek kwadratowy cząstkowej objętości komórki {\displaystyle w={\sqrt[{3}]{V}},} która jest używana do celów normalizacji. W tym przypadku stałą Madelunga możemy czytać jako:
{\displaystyle {\overline {M}}_{i}=\sum _{j}{\frac {z_{j}}{r_{ij}/w}}.}
Przy wyliczeniu stałej sieci elektrostatycznej trzeba brać pod uwagę punktową krystalograficzną grupę jonów leżących na siatce. W przypadku momentów dipolowych, mogą powstawać one tylko w miejscach polarnych siatki.

## Zastosowanie przy solach organicznych
Stała Madelunga jest również bardzo użyteczna przy opisywaniu energii sieci soli organicznych. Izgorodina wraz ze współpracownikami opisali uogólnioną metodę (zwaną metodą EUGEN) obliczania stałej Madelunga dla każdej struktury krystalicznej.